# 1259 Ógyalla
1259 Ógyalla è un asteroide della fascia principale del diametro medio di circa 33,13 km. Scoperto nel 1933, presenta un'orbita caratterizzata da un semiasse maggiore pari a 3,0984657 UA e da un'eccentricità di 0,1341471, inclinata di 2,38640° rispetto all'eclittica.
Il suo nome fa riferimento alla città di Hurbanovo (Ógyalla in ungherese), in Slovacchia, sede del Konkoly Observatory.